# Фол
Фол (грч. Pholos) (лат. Pholus) - Један од кентаура, полуљуди - полукоњ, син Дионисовог пратиоца Силена и нимфе Мелије.

## Митологија
Фол се, за разлику од свих својих другова кентаура, који су били прилично необразовани и дивљи, одликовао мудрошћу. Био је велики пријатељ највећег јунака грчких митова, Херакла.
Када је по налогу микенског краља Еуристеја, Херакло пошао у лов на еримантског вепра, зауставио се, код свог пријатеља кентаура Фола.
Фол је у част доласка Херакла приредио велику гозбу и отворио велико буре вина. Вино је било власништво свих кентаура, и када се мирис вина проширио по околини, остали кентаури су дотрчали и напали кућу у којој је живео Фол, не би ли спасли своје вино.
Херакло је бранио Фола и ватреним цепаницама отерао је кентауре све до Пелопонеза, где су се они сакрили у Хиронову пећину на Мелејском рту.
Сакривене у пећини, Херакло је, отровним стрелама гађао кентауре, а једна од стрела је несретним случајем погодила и његовог великог пријатеља, још једног мудрог кентаура, Хирона.
И мада се Херакло трудио да излечи Хирона, није му то успело јер су стреле биле натопљене отровом из жучи Хидре, а против тог отрова није било лека.
- Од тог времена се за случајне трагичне последице каже - „Фолово гостопримство“.